# Instituto Internacional de Planeamiento de la Educación de la UNESCO
El Instituto Internacional de Planeamiento de la Educación (IIPE) es una institución internacional perteneciente a la UNESCO que tiene como misión fortalecer las capacidades de los países para planificar y administrar sus sistemas educativos.

## Origen
Fundado en 1963, el Instituto Internacional de Planeamiento de la Educación (IIPE) de la UNESCO es la única organización del sistema de las Naciones Unidas dedicada a la planificación y gestión de la educación. 
Esta misión surge de la convicción de que la educación es un derecho humano fundamental y de que, para cumplir ese derecho, es necesario un planeamiento educativo visionario y pragmático que garantice que todas las personas tengan iguales oportunidades para lograr un aprendizaje de calidad.
En el marco de los Objetivos de Desarrollo Sostenible, IIPE UNESCO ofrece asesoramiento a sus Estados miembros en el planeamiento educativo para el cumplimiento de los objetivos de la Agenda Educación 2030, con el propósito de “garantizar una educación inclusiva y equitativa de calidad y promover oportunidades de aprendizaje permanente para todas las personas” (ODS 4).

## Características
El IIPE forma parte del sistema de las Naciones Unidasy es el único instituto especializado en el planeamiento y la gestión de la educación. Desde su fundación, el IIPE ha apoyado a los Estados miembros en el diseño, formulación e implementación de proyectos, políticas y planes educativos, apuntando a alcanzar las metas y los objetivos educativos nacionales e internacionales (ODS4 y Agenda Educación 2030).
Las principales líneas de acción del IIPE apuntan al desarrollo de las capacidades para el planeamiento y la gestión de la educación a través de tres pilares: oferta de formación (en inglés, francés, español y portugués), cooperación técnica para apoyar el fortalecimiento de los sistemas educativos, generación y curaduría de evidencias y conocimientos sobre el planeamiento educativo.
El Instituto se concibió como una organización autónoma, diseñada para tender puentes entre los actores internacionales y ofrecer conocimientos especializados sobre cuestiones educativas estratégicas. Cuenta con el apoyo financiero de la UNESCO y recibe contribuciones voluntarias. Está administrado por un Consejo de Administración, compuesto por doce miembros:
- ocho miembros, entre los que figuran economistas, educadores y otros especialistas reconocidos en campos relacionados con la misión del IIPE, con al menos un miembro de cada una de las regiones de América Latina y el Caribe, Asia, África y los Estados Árabes, y
- cuatro miembros designados, respectivamente, por las Naciones Unidas, el Banco Mundial, una Agencia de la ONU y una Comisión Económica de la ONU.

La composición representativa y multidisciplinaria del Consejo de Administración busca garantizar que las acciones del IIPE respondan a las necesidades de los Estados miembros de la UNESCO, aprovechando los diversos conocimientos y experiencias de las personas que lo conforman. También busca garantizar el equilibrio entre la autonomía del Instituto y la rendición de cuentas a la Organización de las Naciones Unidas. El Consejo determina la política general y la orientación de las actividades del Instituto en el marco de la política general de la UNESCO. Decide el programa y el presupuesto del Instituto y supervisa la ejecución de sus actividades.
El IIPE tiene una sede global y dos oficinas regionales:
- Oficina global en París (Francia)
- Oficina para América Latina y el Caribe, ubicada en Buenos Aires (Argentina)
- Oficina para África, localizada en Dakar (Senegal).[8]

## Misión
La misión del IIPE UNESCO se centra en dos objetivos que buscan fortalecer el planeamiento y la gestión de los sistemas educativos.

#### Desarrollo integral de capacidades
Este objetivo busca apoyar a los países a través de herramientas para planificar la mejora de sus sistemas educativos, gestionar la implementación de sus planes, y evaluar sus resultados. Para lograrlo, el IIPE UNESCO acompaña a los ministerios de educación con programas y cursos de formación regulares y a medida, entre otros mecanismos de cooperación técnica, ajustados a las necesidades de cada país.

#### Producción y difusión de conocimientos
El segundo objetivo busca contribuir con los ministerios y los actores del sistema educativo para que accedan a conocimientos actualizados sobre planeamiento y gestión educativa. En esa línea, contribuye al debate sobre desafíos y tendencias para la toma de decisiones de políticas públicas. Para hacerlo, el IIPE UNESCO divulga tendencias, experiencias y buenas prácticas con publicaciones, eventos, comunidades de práctica y sitios web especializados.